# Laetesia paragermana
Laetesia paragermana là một loài nhện trong họ Linyphiidae.
Loài này thuộc chi Laetesia. Laetesia paragermana được A. David Blest & Cor J. Vink miêu tả năm 2003.